# Strategic Simulations, Inc.
Strategic Simulations, Inc. var ett amerikanskt datorspelföretag som utvecklade och distribuerade över 100 spel från grundandet 1979. SSI är särskilt känt för sina krigs- och konfliktspel, bland annat Panzer General. Företaget grundades av konfliktspelsentusiasten Joel Billings. Han anställde programmerarna John Lyon som låg bakom Computer Bismarck och Ed Williger som utvecklade Computer Ambush. Bägge dessa spel var liksom många andra tidiga SSI-spel skrivna i programmeringsspråket Basic. Computer Bismarck släpptes i januari 1980 för plattformen Apple II och senare även för TRS-80.
Från 1984 publicerade SSI även spel inom genren datorrollspel med serier som Wizard's Crown, Questron  och Phantasie. SSI fick 1987 licensen för datorversionen av AD&D från TSR och publicerade under de följande åren fler än trettio spel i serien, till exempel Pool of Radiance, Champions of Krynn, Death Knights of Krynn och Dark Queen of Krynn som utspelar sig i den fiktiva världen Dragonlance.
Omkring 1994 lämnade man rollspelsgenren och koncentrerade sig på militära simuleringar och strategispel. Den mest framgångsrika av SSI:s produkter var under den här perioden Panzer General-serien som tillsammans med Allied General och Pacific General och två fiktiva strategispel ingick i Five Stars Series. Dessutom utvecklade man taktiska simuleringsspel som  Steel Panthers och diverse simulatorer (Silent Hunter, Su-27 Flanker och Panzer Commander).
SSI blev 1994 uppköpt av Mindscape, var under en tid en del av Mattel, tills de 2001 köptes upp av Ubisoft. SSI är numera ett inaktivt varumärke som ägs av Ubisoft.